# رافاييل بيريرا دا سيلفا (لاعب كرة قدم)
رافاييل بيريرا دا سيلفا (بالبرتغالية: Rafael Pereira da Silva‏) هو لاعب كرة قدم برازيلي، ولد في 13 مارس 1980 في بارريتوس في البرازيل. لعب مع نادي باهيا ونادي ساو باولو ونادي ساو كايتانو ونادي غواراني ونادي غوياس ونادي فاسكو دا غاما ونادي فلامنغو ونادي فلومينينسي ونادي مسينا.

## وصلات خارجية
- رافاييل بيريرا دا سيلفا (لاعب كرة قدم) على موقع إي إس بي إن إف سي (الإنجليزية)
- رافاييل بيريرا دا سيلفا (لاعب كرة قدم) على موقع قاعدة بيانات كرة القدم.إي يو (الإنجليزية)
- رافاييل بيريرا دا سيلفا (لاعب كرة قدم) على موقع Soccerway.com (الإنجليزية)